# Liste der türkischen Botschafter in Marokko
Diese Liste der türkischen Botschafter in Marokko zählt die Botschafter der türkischen Botschaft in Rabat auf.
| Ernennung / Akkreditierung | Botschafter          | Bemerkung | Türkischer Ministerpräsident | Marokkanischer König | Posten verlassen |
| -------------------------- | -------------------- | --- | ---------------------------- | -------------------- | ---------------- |
| 1. Jan. 1957               | Nedim Veysel İlkin   | | Adnan Menderes               | Mohammed V.          | 1. Jan. 1960     |
| 1. Jan. 1960               | Talat Miras          | | Cemal Gürsel                 | Mohammed V.          | 1. Jan. 1963     |
| 1. Jan. 1963               | Tevfik Kazım Kemahlı | | İsmet İnönü                  | Hassan II.           | 1. Jan. 1964     |
| 1. Jan. 1964               | Kamran Acet          | | İsmet İnönü                  | Hassan II.           | 1. Jan. 1966     |
| 1. Jan. 1967               | Vecdi Türel          | | Suad Hayri Ürgüplü           | Hassan II.           | 1. Jan. 1970     |
| 1. Jan. 1970               | Ali Binkaya          | | Suad Hayri Ürgüplü           | Hassan II.           | 1. Jan. 1974     |
| 1. Jan. 1974               | Hasan İstinyeli      | | Mustafa Bülent Ecevit        | Hassan II.           | 1. Jan. 1978     |
| 1. Jan. 1978               | Necdet İlci          | | Mustafa Bülent Ecevit        | Hassan II.           | 1. Jan. 1983     |
| 1. Jan. 1983               | Metin Mekik          | | Turgut Özal                  | Hassan II.           | 1. Jan. 1986     |
| 1. Jan. 1987               | Gün Gür              | | Turgut Özal                  | Hassan II.           | 1. Jan. 1991     |
| 1. Jan. 1991               | Önder Özar           | | Ahmet Mesut Yılmaz           | Hassan II.           | 1. Jan. 1996     |
| 1. Jan. 1996               | Şükrü Tufan          | (* 1942) 1966 Studium der Politikwissenschaft an der Universität Ankara, 2002–2006: Botschafter in Buenos Aires, 2012 als Generalkonsul in Nantes. | Necmettin Erbakan            | Hassan II.           | 31. Dez. 1998    |
| 1. Jan. 1998               | Hüseyin Naci Akıncı  | | Mesut Yılmaz                 | Hassan II.           | 1. Jan. 2002     |
| 1. Jan. 2003               | Akın Algan           | (* 8. Juni 1949 in Maçka) Abitur: Galatasaray-Gymnasium, 1975: Studium der Politikwissenschaft an der Universität Ankara, 1998 bis 1999: Generalkonsul in Lyon, 2010–2012: Botschafter in Tunis, 2012–2014: Botschafter in Vilnius, 2014: Ruhestand.                                                                                                  | Recep Tayyip Erdoğan         | Mohammed VI.         | 31. Dez. 2007    |
| 15. Jan. 2007              | Mehmet Haluk Ilıcak  | (* 22. Januar 1955 in Istanbul) 1979: Abitur Galatasaray-Gymnasium, Studium der Politikwissenschaft an der Universität Ankara, trat 1981 in den auswärtigen Dienst, Stellvertretender Ständiger Vertreter beim Büro der Vereinten Nationen in Genf, Generalkonsul in Nachitschewan, 17. März 2014 ständiger Vertreter bei der Welthandelsorganisation | Recep Tayyip Erdoğan         | Mohammed VI.         | 15. März 2010    |
| 31. März 2010              | Tunç Üğdül           | (* 14. Januar 1957 in Ankara) 1976–1980: St. Joseph High School (Istanbul) Studium der Politikwissenschaft an der Universität Ankara, 2007–2010: Botschafter in Bratislava, Slowakei. | Recep Tayyip Erdoğan         | Mohammed VI.         | 1. Sep. 2012     |
| 12. Sep. 2012              | Uğur Arıner          | | Recep Tayyip Erdoğan         | Mohammed VI.         |                  |
| 2014                       | Ethem Barkan         | | Ahmet Davutoğlu              | Mohammed VI.         |                  |